# ويدوجا
ويدوجا هي قرية في مقاطعة كاشان، إيران. عدد سكان هذه القرية هو 947 في سنة 2006.